# الإحصار الأذيني البطيني من الدرجة الأولى
الإحصار الأذيني البطيني من الدرجة الأولى ( إحصار AV من الدرجة الأولى ) هو عبارة عن تأخر في عبور الإشارات الكهربائية من الحجراتالعلوية إلى الحجرات السفلية للقلب ولكن دون انقطاع.  وبشكل عام لا ينتج عنه أي أعراض.  لكن، في حالات نادرة قد يكون هناك ضيق في التنفس، و التعب، و الدوار.  قد تشمل المضاعفات: الرجفان الأذيني أو التقدم إلى إحصار AV من الدرجة الثانية أو الثالثة . 
و يصيب بشكل طبيعي الشباب و الرياضيين.  وإضافة إلى ذلك، تشمل الأسباب الأخرى للإصابة به: الأزمة القلبية، والتهاب عضلة القلب، وارتفاع نسبة البوتاسيوم في الدم د، وتناول بعض الأدوية مثل حاصرات بيتا، و حاصرات قنوات الكالسيوم، والديجوكسين كذلك.  يُشخص عن طريق مخطط كهربية القلب (ECG) الذي يجب أن يُظهر فاصل PR أكبر من 200 مللي ثانية دون أي انخفاض في النبضات.  و توفر الشرط "ملحوظ" أكبر من 300 مللي ثانية أيضا.  وهو نوع من الإحصار الأذيني البطيني. 
لا يوجد علاج محدد مطلوب بشكل عام للحالة.  قد تُوقف الأدوية التي يمكن أن تؤدي إلى تفاقم الحالة فقط.  و نادرًا ما يُوضع جهاز تنظيم ضربات القلب عند الأشخاص الذين يعانون من مرض و أعراض ملحوظةجدا.  عند الشباب، تحدث نوبات قصيرة من إحصار الأذينية البطينية من الدرجة الأولى، وتؤثر المشكلات الشائعة على الرغم من استمرارها على أقل من 1%.  و يصبح أكثر شيوعًا مع التقدم في السن و يؤثر على حوالي 5% من الأشخاص الذين تزيد أعمارهم عن 50 عامًا  و يتأثر الذكور أكثر من الإناث. 

## الأسباب
الأسباب الأكثر شيوعًا لإحصار القلب من الدرجة الأولى هي مرض العقدة الأذينية البطينية وزيادة نشاط المبهم (كما يحدث لدى الرياضيين)، والتهاب عضلة القلب، واحتشاء العضلة القلبية الحاد (وخاصة الاحتشاء السفلي الحاد)، واضطرابات الشوارد والأدوية. الأدوية الأكثر شيوعًا التي تسبب إحصار القلب من الدرجة الأولى هي تلك التي تزيد زمن الاستعصاء في العقدة الأذينية البطينية، وبالتالي تبطئ التوصيل الأذيني البطيني. وتشمل هذه الأدوية حاصرات قنوات الكالسيوم، حاصرات بيتا، الغليكوزيدات القلبية، وأي مادة تزيد النشاط الكوليني مثل مثبطات الكولين إستراز.

## التشخيص
تبطئ العقدة الأذينية البطينية توصيل النبضات الكهربائية عبر القلب لدى الأشخاص الطبيعيين. يظهر هذا الإبطاء على مخطط كهربية القلب على شكل مسافة تسمى المسافة PR. يتراوح الطول الطبيعي للمسافة PR من 120 ميلي ثانية إلى 200 ميلي ثانية. تُقاس هذه المسافة من بداية الموجة P إلى بداية معقّد QRS.
في إحصار القلب من الدرجة الأولى، تُوصل العقدة الأذينية البطينية النشاط الكهربائي بشكل أبطأ. يظهر ذلك على شكل مسافة PR أطول من 200 ميلي ثانية في مخطط كهربية القلب. يُكتشف هذا التطاول عادةً عرضيًا عند إجراء مخطط كهربية القلب على نحو روتيني.
لا حاجة لإجراء أي فحوصات معينة لدى مرضى الإحصار الأذيني من الدرجة الأولى باستثناء فحص الشوارد ومسح الأدوية، خاصة في حال الاشتباه بفرط الجرعة.

## العلاج
يشمل التدبير كشف اضطرابات الشوارد وتصحيحها وإيقاف أي أدوية مسببة. لا حاجة للقبول في المستشفى ما لم يوجد احتشاء في عضلة القلب مرافق للحالة. على الرغم من أن الإحصار من الدرجة الأولى لا يتطور عادة إلى أشكال أشد من إحصار القلب، تلزم متابعة المريض ومراقبة تخطيط القلب في عيادة خارجية، وخاصة في حال وجود إحصار حزمة مرافق. إذا كانت هناك حاجة لعلاج حالة طبية موجودة لدى المريض، يجب الحذر من إدخال أي دواء يمكن أن يبطئ التوصيل الأذيني البطيني. إذا لم يكن ذلك ممكنًا، يجب على الأطباء الحذر الشديد عند إدخال أي دواء قد يبطئ التوصيل؛ وتُستطب المراقبة المنتظمة لتخطيط القلب.

## المآل
لا يسبب إحصار القلب من الدرجة الأولى المعزول أي عواقب سريرية مباشرة. ولا توجد أعراض أو علامات مرتبطة به. في السابق، كان يعتقد أن المرض حميد المآل. أظهرت دراسة فرامنغهام للقلب أن وجود تطاول للمسافة PR أو إحصار العقدة الأذينية البطينية من الدرجة الأولى أدى إلى مضاعفة خطر الإصابة بالرجفان الأذيني مرتين، ومضاعفة احتمال الحاجة إلى وضع ناظمة قلبية اصطناعية ثلاث مرات، وارتبط بزيادة طفيفة في معدل الوفيات. وتناسب هذا الخطر مع درجة تطاول المسافة PR.
تواجه مجموعة فرعية من الأفراد الذين يعانون من ثلاثية إحصار القلب من الدرجة الأولى، وإحصار حزمة أيمن، بالإضافة إلى إحصار حُزيمي أمامي أيسر أو إحصار حُزيمة خلفي أيسر (تُعرف هذه الحالة باسم إحصار حُزيمي ثلاثي) زيادة في خطر الإصابة بإحصار القلب التام.